# Balanovac
Balanovac (izvirno srbsko Балановац) je naselje v Srbiji, ki upravno spada pod Občino Knjaževac; slednja pa je del Zaječarskega upravnega okraja.

## Demografija
V naselju, katerega izvirno (srbsko-cirilično) ime je Балановац, živi 293 polnoletnih prebivalcev, pri čemer je njihova povprečna starost 51,6 let (48,3 pri moških in 54,3 pri ženskah). Naselje ima 102 gospodinjstev, pri čemer je povprečno število članov na gospodinjstvo 3,22.
To naselje je, glede na rezultate popisa iz leta 2002, večinoma srbsko, a v času zadnjih treh popisov je opazno zmanjšanje števila prebivalcev.
|  |

| Demografija | Demografija     | Demografija     |
| Leto        | Št. prebivalcev | Št. prebivalcev |
| ----------- | --------------- | --------------- |
|             |                 |                 |
|             |                 |                 |
|             |                 |                 |
|             |                 |                 |
| 1948        | 666             |                 |
| 1953        | 682             |                 |
| 1961        | 661             |                 |
| 1971        | 568             |                 |
| 1981        | 519             |                 |
| 1991        | 422             | 422             |
| 2002        | 328             | 328             |
|             |                 |                 |

| Etnična sestava po popisu iz leta 2002 | Etnična sestava po popisu iz leta 2002 | Etnična sestava po popisu iz leta 2002 | Etnična sestava po popisu iz leta 2002 | Etnična sestava po popisu iz leta 2002 |
| -------------------------------------- | -------------------------------------- | -------------------------------------- | -------------------------------------- | -------------------------------------- |
| Srbi                                   | Srbi                                   |                                        | 326                                    | 99,39%                                 |
| Makedonci                              | Makedonci                              |                                        | 1                                      | 0,30%                                  |
| Neznano                                | Neznano                                |                                        | 1                                      | 0,30%                                  |